# Challenger de Cordenons
El Friuladria Crédit Agricole Tennis Cup es un torneo de tenis celebrado en Cordenons, Italia desde 2004. El evento forma parte del ATP Challenger Tour y se juega en canchas de polvo de ladrillo.

## Finales anteriores

### Individuales
| Año  | Campeón                 | Finalista               | Resultado            |
| ---- | ----------------------- | ----------------------- | -------------------- |
| 2021 | Francisco Cerúndolo     | Tomás Martín Etcheverry | 6-1, 6-2             |
| 2020 | Bernabé Zapata Miralles | Carlos Alcaraz          | 6-2, 4-6, 6-2        |
| 2019 | Christopher O'Connell   | Jeremy Jahn             | 7-5, 6-2             |
| 2018 | Paolo Lorenzi           | Máté Valkusz            | 6-3, 3-6, 6-4        |
| 2017 | Elias Ymer              | Roberto Carballés Baena | 6-2, 6-3             |
| 2016 | Taro Daniel             | Daniel Gimeno-Traver    | 6-3, 6-4             |
| 2015 | Filip Krajinović        | Adrian Ungur            | 5-7, 6-4, 4-1 retiro |
| 2014 | Albert Montañés         | Potito Starace          | 6-2, 6-4             |
| 2013 | Pablo Carreño           | Gregoire Burquier       | 6-4, 6-4             |
| 2012 | Paolo Lorenzi           | Daniel Gimeno-Traver    | 7-65, 6-3            |
| 2011 | Daniel Muñoz-de la Nava | Nicolás Pastor          | 6-4, 2-6, 6-2        |
| 2010 | Steve Darcis            | Daniel Muñoz-de la Nava | 6-2, 6-4             |
| 2009 | Peter Luczak            | Olivier Rochus          | 6-3, 3-6, 6-1        |
| 2008 | Filippo Volandri        | Óscar Hernández         | 6-3, 7-5             |
| 2007 | Máximo González         | Mariano Puerta          | 2-6, 7-5, 7-5        |
| 2006 | Konstantinos Economidis | Mathieu Montcourt       | 6-3, 6-2             |
| 2005 | Carlos Berlocq          | Jérôme Haehnel          | 7-64, 6-4            |
| 2004 | Daniel Gimeno-Traver    | Daniel Köllerer         | 4-6, 6-4, 6-3        |

### Dobles
| Año  | Campeones                          | Finalistas                            | Resultado                   |
| ---- | ---------------------------------- | ------------------------------------- | --------------------------- |
| 2021 | Orlando Luz Rafael Matos           | Sergio Galdós Renzo Olivo             | 6-4, 7-65                   |
| 2020 | Ariel Behar Andrey Golubev         | Andrés Molteni Hugo Nys               | 7-5, 6-4                    |
| 2019 | Tomislav Brkić Ante Pavić          | Nikola Čačić Antonio Šančić           | 6-2, 6-–3                   |
| 2018 | Denys Molchanov Igor Zelenay       | Andrej Martin Daniel Muñoz de la Nava | 3-6, 6-3, [11-9]            |
| 2017 | Roman Jebavý Zdeněk Kolář          | Matwé Middelkoop Igor Zelenay         | 6-2, 6-3                    |
| 2016 | Andre Begemann Aliaksandr Bury     | Roman Jebavý Zdeněk Kolář             | 5-7, 6-4, 11-9              |
| 2015 | Andrej Martin Igor Zelenay         | Dino Marcan Antonio Šančić            | 6-4, 5-7, 10-8              |
| 2014 | Potito Starace Adrian Ungur        | František Čermák Lukáš Dlouhý         | 6-2, 6-4                    |
| 2013 | Marin Draganja Franko Škugor       | Norbert Gomboš Roman Jebavý           | 6-4, 6-4                    |
| 2012 | Lukáš Dlouhý Michal Mertiňák       | Philipp Marx Florin Mergea            | 5-7, 7-5, 10-7              |
| 2011 | Julian Knowle Michael Kohlmann     | Colin Ebelthite Adam Feeney           | 2-6, 7-5, 10-5              |
| 2010 | Robin Haase Rogier Wassen          | James Cerretani Adil Shamasdin        | 7-614, 7-5                  |
| 2009 | James Cerretani Travis Rettenmaier | Peter Luczak Alessandro Motti         | 4-6, 6-3, 11-9              |
| 2008 | Marco Crugnola Alessio di Mauro    | David Škoch Igor Zelenay              | 1-6, 6-4, 10-6              |
| 2007 | Alessandro da Col Andrea Stoppini  | Alberto Brizzi Marco Pedrini          | 6-3, 7-65                   |
| 2006 | Francesco Aldi Lovro Zovko         | Marco Crugnola Marco Pedrini          | 6-4, 6-3                    |
| 2005 | Cancelado antes de la final        | Cancelado antes de la final           | Cancelado antes de la final |
| 2004 | Leonardo Azzaro Kornél Bardóczky   | Andrea Merati Christophe Rochus       | 6-2, 6-0                    |